# Операция «Триангуляция»
Операция «Триангуляция» — это целевая кибератака на iOS-устройства с применением цепочки четырёх уязвимостей нулевого дня. Впервые обнародована в июне 2023 года. Отличается беспрецедентной для iOS-атак технической сложностью. Количество жертв атаки оценивается в несколько тысяч человек.

## Цели атаки
Целью атаки являлся шпионаж: извлечение переписок и паролей с устройства, запись разговоров, геолокации. Точное число жертв установить невозможно из-за высокой скрытности организаторов атаки. Некоторые источники оценивают возможное число жертв атаки в несколько тысяч человек, называя среди них коммерческие, государственные и дипломатические организации в РФ и её представительствах за рубежом.

## Ход событий
1 июня 2023 «Лаборатория Касперского» заявляет об обнаружении следов новой вредоносной программы на iOS-устройствах своих сотрудников. Выявлено, что программа предназначена для шпионажа и отличается высокой скрытностью, обнаружить её удалось только по необычному обмену данными с зараженных iPhone. По итогам расследования выявлено, что следы первых заражений датируются 2019 годом. Атака получает название «Операция „Триангуляция“».
Практически сразу опубликована утилита triangle_check. Она позволяет пользователям проверить свои устройства iOS на компрометацию, чтобы понять, действительно ли они стали жертвами атаки.
21 июня 2023 «Лаборатория Касперского» публикует исследования имплантата TriangleDB, применяемого в атаке.
В тот же день компания Apple выпускает обновления iOS 15.х и 16.х, в которых устранены две уязвимости, применяемые в атаке: CVE-2023-32434 в ядре iOS и CVE-2023-32435 в механизме отображения веб-страниц WebKit. Считается, что эксплуатация этих программных ошибок позволяла незаметно заражать iPhone в обход систем безопасности iOS.
24 июля 2023 Apple выпускает обновления iOS 15.x и 16.x, устраняя уязвимости CVE-2023-38606 в ядре iOS и CVE-2023-41990 в механизме работы со шрифтами FontParser. Эти уязвимости также применялись в цепочке заражения операции «Триангуляция».
23 октября 2023 «Лаборатория Касперского» публикует данные о многоступенчатой фильтрации потенциальных жертв авторами атаки. Эта фильтрация позволяла атакующим заражать только нужных им жертв и скрываться от безопасников.
26 октября 2023 на Security Analyst Summit представлен доклад о процессе исследования операции «Триангуляция» и попытках получить все компоненты цепочки заражения.
27 декабря 2023 на Сhaos Сommunication Сongress представлен доклад о полной цепочке атаки и четырёх уязвимостях, использованных в атаке, включая недокументированные функции процессоров Apple.
28 декабря 2023 хакер Эктор Мартин узнаёт о применении недокументированных функций процессоров Apple в операции «Триангуляция» и делится известной ему информацией о возможном механизме их работы и предназначении.

## Технические особенности
Операция «Триангуляция» отличается беспрецедентной для iOS-атак технической сложностью: цепочка заражения состоит из 14 шагов, в процессе использовались 4 уязвимости нулевого дня, а также недокументированные аппаратные особенности процессоров Apple. Все известные атаки проводились на iOS-версии до 15.7.х, однако применяемые техники работоспособны вплоть до iOS 16.2.
При получении специально сконструированного невидимого владельцу сообщения iMessage на смартфоне iPhone срабатывал вредоносный код, который загружал дополнительные компоненты с командных серверов операции «Триангуляция», получал повышенные привилегии на устройстве и разворачивал в памяти смартфона шпионское ПО с широким доступом к содержимому и функциям устройства.

## Заражение устройства
Изначальное заражение осуществлялось через невидимое сообщение iMessage. Вредоносное вложение в iMessage, имеющее формат .watchface (дизайн экрана смарт-часов, фактически ZIP-файл с вложенным PDF), незаметно открывало Safari в фоновом режиме, а в браузере — веб-страницу, откуда загружались следующие компоненты цепочки заражения.
Веб-страница содержала скрипт проверки (валидатор), анализирующий параметры заражаемого смартфона и принимающий решение, продолжать ли заражение. Для того, чтобы уникально идентифицировать жертв, использовалась технология canvas fingerprinting, рисующая на веб-странице треугольник, давший название операции (от англ. triange — треугольник).
На этих этапах атаки эксплуатировались уязвимости нулевого дня CVE-2023-41990, CVE-2023-32434 и CVE-2023-38606.
На начальном этапе взлома на устройство жертвы через iMessage поступало сообщение с вредоносными данными, эксплуатирующими уязвимость CVE-2023-41990 в реализации Apple обработки шрифтов TrueType. Данная уязвимость позволяла удалённо выполнять код с минимальными привилегиями и переходить к следующему этапу, целью которого был доступ к ядру iOS. Эксплуатация уязвимости CVE-2023-32434 открывала доступ на чтение и запись ко всей физической памяти устройства, а CVE-2023-38606 через секретные регистры MMIO позволяла обходить механизм Page Protection Layer (PPL) после компрометации ядра. На этом этапе запускался процесс IMAgent с полезной нагрузкой, стирающей следы атаки с устройства.
После прохождения проверки скрипт на веб-странице параллельно эксплуатирует уязвимость CVE-2023-32435 в браузере Safari, связанную с выполнением шелл-кода, и загружает в память устройства бинарный код(второй эксплойт ядра, основанный на уязвимостях CVE-2023-32434 и CVE-2023-38606), который получает привилегии root и проводит более детальную проверку смартфона на соответствие интересам атакующих. Этот бинарный валидатор также удаляет следы полученного iMessage и загружает основной вредоносный имплантат TriangleDB.
Вредоносное ПО работает только в памяти смартфона, поэтому после его перезагрузки оно стирается. В этом случае атакующие заново присылают iMessage и заражают жертву.

## Недокументированная функция Apple
Чтобы обойти аппаратную защиту памяти, применяемую в последних поколениях процессоров Apple (A12-A16), в эксплойте для уязвимости ядра CVE-2023-38606 были применены недокументированные аппаратные особенности процессоров.
Уязвимость основана на незадокументированной аппаратной функции, благодаря которой злоумышленники обходили расширенную аппаратную защиту памяти. Этот механизм защищал целостность устройства даже при доступе злоумышленника к ядру системы. Если на других платформах хакер в этот момент получал полный контроль над системой, то у Apple даже при получении доступа к ядру не появлялась возможность изменения его кода, получения конфиденциальных данных ядра или внедрения вредоносного кода в любые процессы. Уязвимость CVE-2023-38606 позволила злоумышленникам записывать данные, адреса назначения и хеши в аппаратные регистры MMIO чипа, которые не описаны в документации и не использовались приложениями на базе iOS или самой операционной системой iOS, система о них «не знала». С ней хакеры получили возможность обхода защиты, которая присутствует также в процессорах Apple M1 и M2, в результате код эксплойта способен изменять аппаратно защищенную область памяти ядра iOS. Исследователи «Лаборатории Касперского» предполагают, что этот механизм был создан для отладки самого процессора.
По словам некоторых экспертов, «очень немногие, или вообще никто за пределами Apple и поставщиков чипов, таких как ARM Holdings» могли знать об этой функции.
Эктор Мартин описал возможный механизм эксплуатации, основанный на прямой записи в кэш памяти, что позволяет в ряде случаев обойти механизмы её защиты.

## Функции имплантата TriangleDB
Вредоносное ПО TriangleDB имеет модульную структуру, поэтому его функции могут быть расширены загрузкой дополнительных модулей с сервера.
Базовая версия способна загружать на сервер злоумышленников файлы с устройства, извлекать данные из связки ключей, отслеживать геолокацию жертвы, модифицировать файлы и процессы на смартфоне.
Известные дополнительные модули поддерживают продолжительную звукозапись с микрофона (в том числе в авиарежиме), выполнение запросов к базам данных, сохраненных на устройстве, кражу чатов Whatsapp и Telegram.

## Способы обнаружения и удаления
Блокировка обновлений
Характерным проявлением заражения смартфона вредоносным ПО операции «Триангуляция» была невозможность обновить iOS до более новой версии. Эта особенность проявлялась не на всех зараженных устройствах.
Следы заражения можно обнаружить в служебных файлах на iPhone. Поскольку на самом iOS-устройстве они недоступны, на компьютер делается резервная копия iPhone через iTunes и дальше проводится её анализ. Для анализа применяется утилита Triangle_check.
Анализ сетевых соединений
Вредоносный код операции «Триангуляция» устанавливает связь с серверами атакующих, их список был выложен в публичный доступ.
Удаление заражения
Для полностью скомпрометированных устройств исследователи рекомендуют следующую последовательность действий, чтобы предотвратить повторное заражение:
- сброс до заводских настроек,
- отключение iMessage,
- обновление iOS до более свежей версии.

## Происхождение атаки
Лаборатория Касперского не делала официальных заявлений о происхождении атаки и не приписывала её какой-либо хакерской группировке или стране.
Однако 1 июня 2023 ФСБ выступило с заявлением об обнаружении вредоносного программного обеспечения для мобильных телефонов Apple, использующего «предусмотренные производителем программные уязвимости». Также ФСБ прямо обвинила Apple в сотрудничестве с АНБ США. В том же заявлении указано, что заражению подверглись несколько тысяч телефонных аппаратов, в том числе за пределами России: в странах блока НАТО, странах постсоветского пространства, Израиля, САР и КНР.
Apple в тот же день выпустила заявление, в котором отрицала эти обвинения.
ФСБ и «Лаборатория Касперского» сделали независимые друг от друга заявления. Однако некоторые эксперты считают, что речь в обоих случаях идет именно об операции «Триангуляция».

## Последствия
Apple публично опровергла обвинения в сотрудничестве со спецслужбами для внедрения бэкдоров.
Компания выпустила несколько пакетов обновлений, которые устраняют уязвимости в iOS, примененные в операции «Триангуляция».
Apple отказалась выплачивать исследователям «Лаборатории Касперского» премию за нахождение уязвимостей в рамках своей программы Bug bounty.
В июле-августе 2023 года стало известно, что использование смартфонов и планшетов Apple в служебных целях запретили в ряде российских государственных и коммерческих организаций: Минцифры, Минпромторг, Минтранс, Федеральная налоговая служба, РЖД, Ростех. Позднее в 2023 году такое же решение приняли Центробанк и МЧС.
В сентябре 2023 года стало известно, что правительство Китая приняло решение о расширении запрета на пользование iPhone. Он включает не только сотрудников государственных учреждений, но и подконтрольные государству компании.
В 2024 году запрет iPhone по соображениям безопасности был анонсировал Минобороны Южной Кореи, при этом телефоны на базе Android не запрещены.

## Оценки
Код для эксплуатации уязвимостей (эксплойт) в операции «Триангуляция» был назван экспертами самым сложным в истории.
Наиболее примечательными особенностями атаки названы знание злоумышленниками недокументированных возможностей чипов Apple и применение четырёх уязвимостей нулевого дня в одной атаке.
Криптограф Брюс Шнаер оценил атаку как «безумно сложную» и исполненную при государственной поддержке.
Сложностью атаки и возможными способами защиты от неё интересовался Илон Маск.